# Myristica sumbawana
Myristica sumbawana är en tvåhjärtbladig växtart som beskrevs av Otto Warburg. Myristica sumbawana ingår i släktet Myristica och familjen Myristicaceae. Inga underarter finns listade i Catalogue of Life.